# Euproctis osuna
Euproctis osuna är en fjärilsart som beskrevs av Swinhoe 1903. Euproctis osuna ingår i släktet Euproctis och familjen tofsspinnare. Inga underarter finns listade i Catalogue of Life.